# Lande de Saint-Laurent
La lande de Saint-Laurent, classée dans ses caractéristiques géologiques comme serpentine de Saint-Laurent, est une lande située sur la commune de La Roche-l'Abeille, en Haute-Vienne, dont l'intérêt et le classement en ZNIEFF reposent sur la présence d'affleurement de serpentinite, comme on en trouve plusieurs au sud du département de la Haute-Vienne (unité lithotectonique métamorphique dite ophiolithique).
Avec la lande de la Flotte et du Cluzeau et la lande des Pierres du Mas, entre autres, elle forme l'une des landes constituant le réseau de « pelouses et landes serpentinicoles du sud de la Haute Vienne », répertorié comme tel sur la liste des sites Natura 2000.

## Description
La lande s'étend sur près de 70 hectares à environ 1 kilomètre au nord du bourg de La Roche-l'Abeille, dont elle est séparée par le vallon du ruisseau de la Ganne. Située au pied des hauteurs des monts de Fayat, en plein plateau limousin entre 350 et 400 mètres d'altitude, elle détonne dans le paysage ambiant de pâturages et petits bois par sa végétation rase, due aux caractéristiques du sol rocheux et à l'entretien de la parcelle par des troupeaux ovins.
La lande a accueilli une carrière d'exploitation de l'amiante.
La lande a fait l'objet d'un aménagement patrimonial ; elle accueille un sentier d'interprétation bilingue français-occitan mis en place avec le soutien de l'Institut d'études occitanes et de la Communauté de communes du Pays de Saint-Yrieix, qui évoque notamment la bataille de La Roche-l'Abeille qui s'est déroulée à proximité, la tradition occitane et les coutumes locales.

## Flore
La lande accueille de nombreuses espèces rares dans la région, adaptées aux milieux xérophiles, comme la Notholène de Maranta, une fougère qui ne pousse que sur serpentinite en Limousin. La lande est recouverte de formations herbacées plus classiques telles des bruyères et des fétuques. Protégée en Limousin, la gentiane pneumonanthe est également présente.

## Faune
Parmi les espèces remarquables observées sur le site, plusieurs oiseaux comme le busard Saint-Martin, le bruant proyer ou le bruant fou, faisant tous l'objet de protections nationales.